# Hook (videogioco arcade)
Hook è un videogioco arcade di tipo picchiaduro a scorrimento orizzontale, pubblicato da Irem nel 1992 e basato sull'omonimo film di Steven Spielberg.
Vennero prodotti anche diversi giochi per computer e console su Hook, ma non sono conversioni del gioco arcade.

## Modalità di gioco
Il giocatore si cala nei panni di Peter Pan oppure di uno dei suoi quattro amici, il cui obiettivo è sconfiggere Hook: è possibile giocare anche in doppio. L'azione si snoda per sei livelli, durante i quali bisognerà eliminare tutta la ciurma di Hook per salvare i bambini da lui tenuti in ostaggio. Alla fine di ogni livello va affrontato un boss: per il primo livello si ha il pirata-cuoco, per il secondo il pirata Jason, per il terzo due pirati che hanno assunto le sembianze di Hook tramite un artificio, per il quarto il pirata Damon, per il quinto Smee, per il sesto Hook in persona, che verso la fine si farà aiutare dal redivivo Smee (stavolta impossibile da colpire in quanto collocato in uno spazio al di fuori dell'area di gioco, dove attacca con cannonate). Il malvagio capitano interviene una prima volta all'inizio del quinto livello, scappando però quasi subito. Due sosia di Jason appariranno invece in coppia come miniboss durante il sesto livello.
Tre sono le vite a disposizione, che possono essere incrementate al raggiungimento di determinati punteggi; gli eroi sono inoltre caratterizzati dai punti ferita. Ogni livello va completato entro un tempo stabilito.
Lungo il percorso si trovano vari oggetti frantumabili, che possono contenere energia vitale, punti bonus o armi speciali. Ci sono anche alcuni barili invisibili, generalmente contenenti bonus di notevole valore, e sta dunque al giocatore individuarli.
Si usano il joystick - per muoversi - e due tasti: A per attaccare o raccogliere oggetti, B per saltare. Premendo entrambi i tasti si ottengono mosse speciali, che comporteranno però un lieve calo dell'energia vitale.